# Torres (Trancoso)
Torres is een plaats (freguesia) in de Portugese gemeente Trancoso en telt 217 inwoners (2001).